# Эфирное масло лимона
Лимонное эфирное масло — эфирное масло, получаемое из плодов лимона или методом холодного прессования (Lemon Oil Expressed), или ещё и паровой перегонкой (Lemon Oil Distilled). Как и другие эфирные масла, это не одно химическое соединение, а смесь природных летучих ароматных веществ (ЛАВ), прежде всего лимонена и линалилацетата.

## Свойства лимонного эфирного масла
Жидкость жёлтого цвета с сильным запахом лимона;
плотность около 0,895-0,91 г/см3.

### Состав эфирного масла
- Лимонен
- Линалилацетат
- Линалоол
- Пинен
- Цитраль

## Получение
Эфирное масло получают из цедры лимона.

### Производство
Мировое производство сосредоточено в ряде тропических стран, в странах юго-восточной Азии, а также в странах средиземноморья; в значительном количестве масло поступает из Китая, Бразилии, Марокко.

## Качество эфирного масла и подделки
Наиболее часто встречается фальсификация: разбавление и пересортица.

## Применение

### Медицина
Масло, получаемое методом холодного прессования, положительно влияет на функциональное состояние сердечно-сосудистой системы, тонизирует нервную систему, снимает утомление, повышает умственную работоспособность. Обладает бактерицидным и вируцидным действием, может использоваться для профилактики ОРЗ и гриппа. Как антисептик применяется при бактериально-вирусных высыпаниях на коже, трещинах, нарывах. Отбеливает, разглаживает, нормализует секрецию жирной кожи.
Делает менее заметными веснушки, пигментные пятна, куперозы (сосудистый рисунок). Результативно при целлюлите, перхоти, ломкости волос и ногтей.

### Пищевая промышленность
Используется в качестве ароматизатора напитков, кондитерских изделий.

### Парфюмерия
В парфюмерии лимонное масло — компонент многих одеколонов и духов, отдушка для мыл и других косметических продуктов.